# Redenção (telenovela)
Redenção è una telenovela brasiliana, mandata in onda per la prima volta da Rede Excelsior a partire dal 16 maggio 1966.
Composta da 596 episodi, trasmessi fino al 2 maggio 1968, è la più lunga telenovela di tutti i tempi  e viene per questo considerata una sorta di Peyton Place brasiliana. Risulta ancora inedita in Italia.

## Trama
Fernando Silveira è un giovane medico che arriva nella città di Redenção e fa innamorare tre ragazze: Lola, Marisa e Ângela. Egli sposa quest'ultima, ma la moglie morirà in circostanze misteriose poco tempo dopo. Molte persone si insospettiscono, al punto da chiedersi se Fernando sia davvero un medico. Mentre l'uomo inizia una relazione con Lola, Marisa, sentendosi da lui disprezzata per la seconda volta, si mette a macchinare piani.